# La ràdio folla
La ràdio folla és una pel·lícula del 1986 dirigida per Francesc Bellmunt, autor també del guió conjuntament amb Carlos Benpar, Quim Casas i Santiago Lapeira. Fou doblada al castellà.

Sílvia Sabaté i Sergi Mateu a l'escena final de La ràdio folla.

## Argument
Amadeu és un noi afable i moderat que treballa com a locutor d'un programa nocturn de trucades. Una nit el truquen d'urgències perquè vagi a donar sang a un motorista accidentat. Accepta però per una errada en la transfusió rep la sang de l'accidentat i el seu caràcter canvia radicalment, transformant l'Amadeu en un personatge eixelebrat i salvatge. Això el portarà, en una versió heavy d' El somni d'una nit d'estiu, a mantenir en el seu programa converses telefòniques desenfrenades amb persones que se senten atretes pel seu nou tarannà.

## Repartiment
- Sergi Mateu... 	Amadeu
- Sílvia Sabaté... Silvia
- Pep Munné... Cervantes
- Carme Conesa... 	Lina
- Carles Canut... Ramón
- Pere Ponce... Joaquim
- Rosa Maria Sardà... Baby Jane

## Premis
- V Premis de Cinematografia de la Generalitat de Catalunya: Premi al millor actor per Sergi Mateu.[3]